# Le Vieil-Dampierre
Le Vieil-Dampierre település Franciaországban, Marne megyében. Lakosainak száma 106 fő (2022. január 1.). Le Vieil-Dampierre Les Charmontois, Le Chemin, Éclaires, Épense, La Neuville-aux-Bois és Sivry-Ante községekkel határos.

## Népesség
A település népességének változása:
| Lakosok száma | 120  | 107  | 94   | 101  | 122  | 123  | 115  | 113  | 111  | 106  |
|               | 1968 | 1982 | 1990 | 2006 | 2013 | 2015 | 2017 | 2019 | 2020 | 2022 |